# Greg McLean (homme politique)
Greg McLean est un homme politique canadien. Il représente la circonscription de Calgary-Centre à la Chambre des communes du Canada depuis 2019 sous la bannière du Parti conservateur du Canada.